# Lý luận quan hệ quốc tế
Lý luận quan hệ quốc tế là ngành nghiên cứu quan hệ quốc tế theo quan điểm lý thuyết hóa; ngành này nỗ lực cung cấp khung khái niệm để phân tích các mối quan hệ quốc tế. Ole Holsti mô tả các lý thuyết quan hệ quốc tế giống như những cặp kính màu khiến người đeo chỉ nhấn mạnh vào các sự kiện trong quan hệ quốc tế phù hợp với lý thuyết mà họ tin tưởng. Chẳng hạn, một người theo thuyết thực dụng có thể bác bỏ hoàn toàn tầm quan trọng những sự kiện mà một người theo thuyết tạo dựng cho là rất quan trọng, và ngược lại. Ba trường phái lý luận phổ biến nhất trong lý luận quan hệ quốc tế là thực dụng, tự do và tạo dựng.
Các lý thuyết quan hệ quốc tế có thể được chia ra thành các nhóm lý thuyết "thực chứng/thực dụng" tập trung vào các phân tích cơ bản ở tầm mức quốc gia, hoặc nhóm lý thuyết "hậu thực chứng/phản xạ" bao gồm cả các vấn đề như an ninh phi truyền thống. Các trường phái này có thể hoàn toàn mâu thuẫn nhau, bao gồm thuyết tạo dựng, thuyết định chế, chủ nghĩa Marx, chủ nghĩa Gramsci mới... Tuy nhiên, hai trường phái thực chứng được coi là áp đảo trong lý luận quan hệ quốc tệ hiện đại là chủ nghĩa thực dụng và chủ nghĩa tự do, dù chủ nghĩa tạo dựng cũng đang ngày càng trở thành một học thuyết chính thống.

## Giới thiệu
Nghiên cứu quan hệ quốc tế với tư cách một ngành lý luận đã bắt đầu từ khi cuốn The Twenty Year's Crisis (Cuộc khủng hoảng hai mươi năm) của E. H. Carr xuất bản năm 1939 và cuốn Politics Among Nations (Chính trị giữa các quốc gia) của Hans Morgenthau xuất bản năm 1948. Quan hệ quốc tế với tư cách là một ngành học được cho là xuất hiện sau Chiến tranh thế giới thứ nhất với sự thành lập Khoa Quan hệ quốc tế ở Đại học Wales, Aberystwyth. Những nghiên cứu học thuật về quan hệ quốc tế trong giai đoạn giữa hai cuộc thế chiến tập trung vào yêu cầu xây dựng một hệ thống cân bằng quyền lực để thay thế cho hệ thống an ninh tập thể. Những nhà lý luận này sau này được gọi là "Những người lý tưởng". Những chỉ trích mạnh mẽ nhất trường phái tư duy này là các phân tích "thực dụng" của Carr.
Tuy nhiên, một nghiên cứu mới đây của David Long và Brian Schmidt năm 2005, đã xét lại những nguồn gốc của ngành lý luận quan hệ quốc tế. Họ cho rằng lịch sử ngành này có thể bắt đầu từ thời chủ nghĩa đế quốc và chủ nghĩa quốc tế cuối thế kỷ 19. Việc lịch sử ngành này được trình bày qua "những cuộc tranh luận lớn", chẳng hạn như cuộc tranh luận giữa phái thực dụng và phái lý tưởng không tương ứng với bằng chứng lịch sử được tìm thấy trong các tác phẩm ở giai đoạn đầu: "Chúng ta nên một lần và mãi mãi loại bỏ quan điểm sai trái và lỗi thời rằng cuộc tranh luận giữa những người theo chủ nghĩa lý tưởng và những người theo chủ nghĩa thực dựng là khung nghiên cứu chính yếu để hiểu lịch sử của ngành này". Những lập luận xét lại cho rằng tới năm 1918, quan hệ quốc tế đã được hình thành trên cơ sở sự cai trị thuộc địa, khoa học về chủng tộc và sự phát triển của các chủng tộc.
Những cách tiếp cận mang tính giải thích và có tổ chức trong lý thuyết quan hệ quốc tế là sự khác biệt khi phân loại các học thuyết quan hệ quốc tế. Các lý thuyết giải thích là những lý thuyết nhìn thế giới từ bên ngoài để lý thuyết hóa nó. Lý thuyết tổ chức là lý thuyết tin rằng các giả thuyết có thể góp phần xây dựng nên thế giới thực.

## Lý thuyết quan hệ quốc tế
Cũng như các lý thuyết khoa học khác, Lý thuyết quan hệ quốc tế cũng có ba phạm trù chính. Một là bản thể luận (ontology), hai là nhận thức luận (epistemology) và ba là phương pháp luận (methodology). Trong khi bản thể luận bàn về những gì trong thế giới khách quan mà con người có thể nhận thức được (thế giới quan), nhận thức luận tập trung vào phương thức mà con người nhận thức thế giới, hay nói cách khác là phương thức mà qua đó tri thức được tạo ra. Còn phương pháp luận đề cập đến các phương thức tiến hành thực nghiệm để kiểm chứng độ đúng sai của lý thuyết đó.

## Chủ nghĩa hiện thực
Chủ nghĩa hiện thực luôn là học thuyết nổi bật trong quan hệ quốc tế ngay từ lúc ban đầu của ngành này. Lý thuyết này dựa vào những tư tưởng cổ truyền xưa cổ của những tác giả như Thucydides, Machiavelli, và Hobbes. Việc bùng nổ thế chiến thứ hai được các nhà hiện thực xem đó là bằng chứng của những thiếu sót trong tư tưởng lý tưởng (chủ nghĩa tự do). Tuy nhiên, những giáo điều chính của học thuyết này được nhận ra là nhà nước phải kiểm soát ít nhất một phần nào đó chính sách kinh tế và chính trị (statism), tự sống còn, và tự lập.